# Freziera ferruginea
Freziera ferruginea är en tvåhjärtbladig växtart som beskrevs av Heinrich Wawra. Freziera ferruginea ingår i släktet Freziera och familjen Pentaphylacaceae. Inga underarter finns listade i Catalogue of Life.